# Sohatu
Sohatu is een Roemeense gemeente in het district Călărași.
Sohatu telt 3211 inwoners.